# Арктоус
Арктоус (лат. Arctous) — небольшой род цветковых растений семейства Вересковые (Ericaceae).
Представители рода растут в северных районах Европы, Азии и Северной Америки.
Этот род некоторыми авторами полностью или частично включается в род Толокнянка (Arctostaphylos Adans.).

## Ботаническое описание
Листопадные стелющиеся кустарники или кустарнички.
Почки с несколькими чешуями. Листорасположение очерёдное. Листья эллиптические или обратнояйцевидные, к основанию постепенно суженные в черешок, мелкопильчатые.
Цветки малочисленные, в коротких кистях. Чашечка остающаяся, пятинадрезная; венчик кувшинчатый, кверху постепенно суживающийся, с 5 отогнутыми наружу лопастями. Тычинок в числе 10; гнёзда пыльников продолговато-овальные, раскрывающиеся наверху широкой щелью, снабжены небольшими толстыми придатками или редко без них. Завязь четырёх—пятигнёздная.
Плод — ягодообразная костянка с 4—5 свободными косточками.

## Классификация

### Таксономия
Род Арктоус входит в подсемейство Arbutoideae семейства Вересковые (Ericaceae) порядка Верескоцветные (Ericales).
Ряд ботаников считают этот род синонимом рода Толокнянка (Arctostaphylos).
|  |                                      |  |                                                             |                                                             |                      |  | ещё 25 семейств (согласно Системе APG II) | ещё 25 семейств (согласно Системе APG II)   |                                             |  |        |  | ещё 5 родов | ещё 5 родов |  |
|  |                                      |  |                                                             |                                                             |                      |  | ещё 25 семейств (согласно Системе APG II) | ещё 25 семейств (согласно Системе APG II)   |                                             |  |        |  | ещё 5 родов | ещё 5 родов |  |
|  |                                      |  |                                                             | порядок Верескоцветные                                      |                      |  |                                           |                                             | подсемейство Arbutoideae                    |  |        |  |             |             |  |
|  |                                      |  |                                                             | порядок Верескоцветные                                      |                      |  |                                           |                                             | подсемейство Arbutoideae                    |  | 4 вида |  |             |             |  |
|  | отдел Цветковые, или Покрытосеменные |  |                                                             |                                                             | семейство Вересковые |  |                                           |                                             | род Арктоус                                 |  |        |  |             |             |  |
|  | отдел Цветковые, или Покрытосеменные |  |                                                             |                                                             |                      |  |                                           |                                             |                                             |  |        |  |             |             |  |
|  |                                      |  | ещё 44 порядка цветковых растений (согласно Системе APG II) | ещё 44 порядка цветковых растений (согласно Системе APG II) |                      |  |                                           | ещё 7 подсемейств (согласно Системе APG II) | ещё 7 подсемейств (согласно Системе APG II) |  |        |  |             |             |  |
|  |                                      |  |                                                             | ещё 44 порядка цветковых растений (согласно Системе APG II) |                      |  |                                           |                                             | ещё 7 подсемейств (согласно Системе APG II) |  |        |  |             |             |  |

### Виды
По информации базы данных The Plant List, род включает 3 вида:
- Arctous alpina (L.) Nied. — Арктоус альпийский [ = Arctostaphylos alpina (L.) Spreng. — Толокнянка альпийская ]
- Arctous microphylla C.Y.Wu
- Arctous rubra (Rehder & E.H.Wilson) Nakai